# Peter Pan: The Legend of Never Land
För andra betydelser, se Peter Pan (olika betydelser).
Peter Pan: The Legend of Never Land är titeln på ett spel utvecklat och utgivet av Sony och är avsett att användas tillsammans med en Playstation 2. Spelet släpptes år 2002 och man kan spela som Peter Pan.